# 亚琛火车总站
亚琛火车总站（德語：Aachen Hauptbahnhof）是德国北莱茵-威斯特法伦州西部城市亚琛的火车总站，也是该市仍然在役的3座铁路车站中规模最大的一座。它在德國鐵路車站分級中位列二等站。在此停靠的长途客运服务包括Thalys列车（从埃森总站经列日-吉耶曼车站及布鲁塞尔南站至巴黎北站）和ICE列车（法兰克福总站－科隆总站－布鲁塞尔南站），区域客运服务则包括区域快车1号线（北威快车）、4号线（伍珀快车）、9号线（莱茵-西格快车）、20号线（欧区列车）、29号线（欧区快车）和区域列车33号线（莱茵-尼尔斯列车）。当中除了欧区列车外，其余所有的区域客运服务都在亚琛火车总站始发及终到。